# Buda (műemlék)
Buda az ausztráliai Victoria állambeli Castlemaine városban található műemlék épület és történelmi jelentőségű kert. 1970-ben került fel Victoria állam műemlékeinek listájára, amikor a Castlemaine-i Művészeti Galéria és Történelmi Múzeum megvásárolta. 1981 óta a ház helytörténeti múzeum, a kertje nyitva áll a nagyközönség előtt.

## Történte
Az épületet ami eredetileg egy 6 szobás indiai bungalót imitáló tégla ház volt, körbe futó terasszal egy nyugalmazott baptista misszionárius építette 1861-ben. Miután a misszionárius 1863-ban visszatért Indiába a házat árverésre bocsátották és azt Leviny Ernő vásárolta meg. A magyar származású ékszerész az épületet 1890 és 1900 között a magyarországi nemesi kúriákra emlékeztető módon átalakította és Buda villának nevezte el. Az épülethez, amely a Castelmaine feletti magaslaton épült egy 1,2 hektáros kert tartozik. Ez a kert Victoria állam egyik legjelentősebb 19-ik századbeli történelmi kertje. A kert kialakításába és a kertben található fák meghatározásában meghatározó szerepe volt Ferdinand von Mueller báró botanikusnak aki többször vendégeskedett a Leviny családnál.
A Leviny Ernő második feleségével és 10 gyermekével élt a házban. Két Levinyi leány nem ment férjhez és életük végéig a Buda villában éltek. Ennek köszönhetően mind a kert mind a ház és annak berendezése szinte változatlan módon megtartotta a századforduló idején kialakított formáját.
A Leviny család 1863-tól 1981-ig, 118 éven át lakott folyamatosan a házban. Amikor az utolsó életben maradt lány, Hilda 98 éves korában meghalt, a házat és a kertet az év karácsonyától megnyitották a nagyközönség előtt. 
- A Buda villa 2024-ben
- A Buda villa 1920-ban
- A Buda villa társalgója 2024-ben
- A Buda villa társalgója 1922-ben
- Egy közel száz éves szőlőtőke a ház verandáján